# Arquebisbat d'Amalfi-Cava de' Tirreni

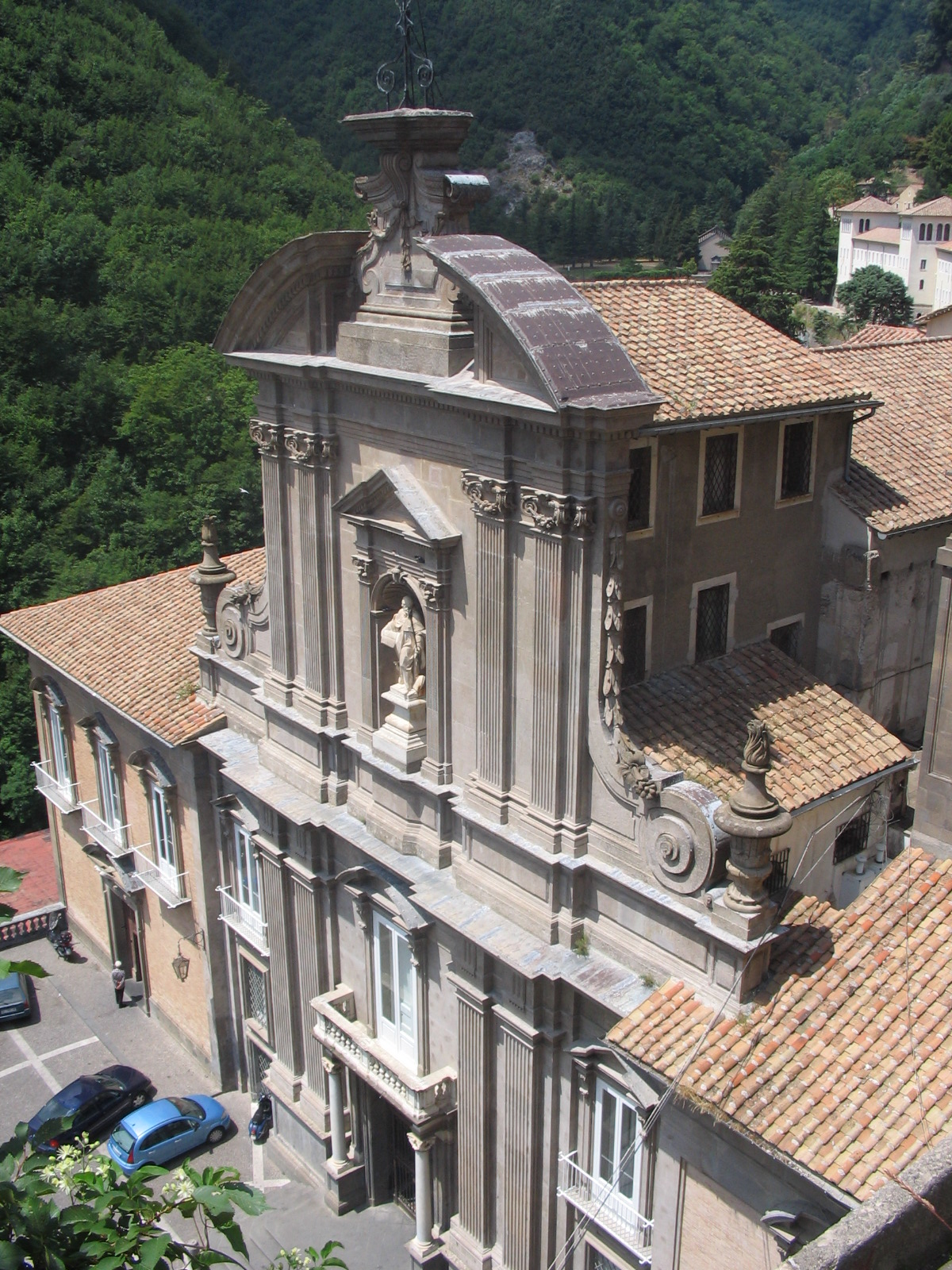
L'abadia benedictina de Cava

L'arquebisbat d'Amalfi-Cava de' Tirreni (italià: Arcidiocesi di Amalfi-Cava de' Tirreni; llatí: Archidioecesis Amalphitana-Cavensis) és una seu de l'Església catòlica, sufragània de l'arquebisbat de Salern-Campagna-Acerno, que pertany a la regió eclesiàstica Campània. El 2012 tenia 102.100 batejats d'un total de 102.800 habitants. Actualment està regida per l'arquebisbe Orazio Soricelli.

## Territori
La zona pastoral d'Amalfi s'estén per la costa Amalfitana da Positano a Cetara i, vers l'interior, a Agerola e Tramonti; comprèn tretze municipis, dels quals dotze estan a la província de Salern (Amalfi, Scala, Tramonti, Praiano, Minori, Furore, Positano, Ravello, Atrani, Conca dei Marini, Maiori, Cetara) i un (Agerola) a la província de Nàpols.
Des del 19 de gener de 2013 ha adquirit de l'abadia territorial de la Santissima Trinità di Cava de' Tirreni les dues parròquies de la part de Corpo di Cava i de San Cesareo al municipi de Cava de' Tirreni i la part de Dragonea al municipi de Vietri sul Mare, d'acord amb el decret de la Congregació per als Bisbes del 20 d'agost de 2012.
La seu arxiepiscopal és la ciutat d'Amalfi, on es troba la catedral de Sant Andreu Apòstol. A Cava de' Tirreni es troba la cocatedral de Santa Maria de la Visitació.
El territori està dividit en 76 parròquies, agrupades en 7 foranies.

## Història

### Amalfi
No es coneix l'origen del bisbat d'Amalfi. El primer esment de la seva existència està històricament documentat en una carta del Papa Gregori el Gran al sotsdiaca Antemio (596), en la qual s'esmenta al bisbe Primenio (o Pigmenio). Després d'ell s'interromp la sèrie de bisbes per falta de documents.
En 987 es va erigir en arxidiòcesi i seu metropolitana per Joan XV. En el mateix any es va erigir els bisbats, sufragànies de la nova seu metropolitana, les ciutats de Scala, Minori, Lettere i Capri.
En 1087 també Ravello va ser erigida en bisbat per Víctor III, amb el privilegi de l'exempció de la jurisdicció metropolitana d'Amalfi i immediatament subjecta a la Santa Seu.
Sota l'episcopat de Matteo Capuano, el cardenal Pietro Capuano va traslladar a Amalfi des de Constantinoble el cos de l'apòstol Andreu.
El 31 de juliol de 1603, la diòcesi de Scala, a causa de l'escassetat d'habitants, va ser unida pel Papa Climent VIII aeque principaliter a la diòcesi de Ravello; el bisbe d'aquesta ciutat era, com a tal, immediatament subjecta a la Santa Seu, i com a bisbe de Scala era sufragània de la metropolitana d'Amalfi.
Després del concordat de 1818 entre el Papa Pius VII i el rei Ferran I, amb la butlla De utiliori Amalfi va perdre totes les seves diòcesis sufragànies, que van ser suprimides: les diòcesis de Minori i Scala (amb la seu de Ravello) es van incorporar a Amalfi; Lettere va ser absorbida a la diòcesi de Castellammare i Capri s'afegí a l'arxidiòcesi de Sorrento.

### Cava
En 1092 la terra de la Cava, l'actual territori de Cava, Vietri i Cetara, sense deixar de ser part de la diòcesi de Salern, es va confiar al govern de l'abadia de la Santíssima Trinitat de Cava, els abats de la qual la governarien durant tres segles.
Fins a 1092 la Vall Metelliana depenia de Salern. Després que la ciutat de Cava es desenvolupés, al llarg dels segles, entorn de l'abadia benedictina de la Santíssima Trinitat, fundada per Sant Alferi en 1011; perquè en 1058 el príncep llombard de Salern, Gisulfo II, va donar el territori de tota la vall metelliana. En 1092, sense deixar de ser part de l'arxidiòcesi de Salern, se li va encomanar, mitjançant butlla d'Urbà II, l'autoritat tant espiritual com temporal de l'abadia.
El 7 d'agost de 1394 amb la butlla de Salvatoris nostri de Bonifaci IX, el territori va ser separat de la diòcesi de Salern, la terra de la Cava va ser elevada a ciutat i es va erigir en la diòcesi immediatament subjecta a la Santa Seu. L'abadia de la Santíssima Trinitat de Cava ja no estava regida per un abat, sinó per un prior sotmès al bisbe i la comunitat de monjos va formar el capítol de la catedral. El bisbe que havia de ser secular, va gaudir de tots els privilegis i tots els drets d'un abat regular sobre l'abadia cavense i va haver de residir a l'Abadia, l'església de la qual va ser declarada catedral de la nova diòcesi.
Atès que en 1431, l'abat Angelotto Fosco ser elevat a la dignitat de cardenalícia i volia ser considerat en la comandància, percebent rendes vitalícies, l'abadia i la diòcesi cavense, va ser confiada als vicaris generals estaven preocupats principalment l'administració dels béns temporals, causant la decadència de la vida espiritual i social de l'abadia, que també causa de les convulsions polítiques, es va assecar gairebé completament.
Quan en 1485 el Papa Innocenci VIII va conferir l'elogi al cardenal Oliviero Carafa, l'Abadia de la Santíssima Trinitat havia perdut el seu antic explendor de virtut i santedat. Al monestir, al priorat, a les parròquies i esglésies més remotes els pocs monjos restants vivien sense respecte vers la regla en absoluta llibertat i autonomia. A l'abadia de la Santíssima Trinitat a La Cava, com ja havia succeït amb molts altres monestirs que han abocat molt de temps en les mateixes condicions de misèria, era necessari reformar la regla cenobítica. El cardenal Oliviero Carafa va decidir abandonar l'elogi i es va imposar al monestir benedictí la vida claustral regular. Per tant, el 10 d'abril de 1497 amb una butlla del Papa Alexandre VI, el monestir va ser unit al moviment monàstic reformat de la Congregació de Santa Justina de Pàdua (més tard anomenada Cassianessa).
L'annexió de l'abadia cavense a la Congregació de Santa Justina va ser en un principi volguda però després contrarestada pel poble de Cava. Els monjos, que havien assumit la jurisdicció episcopal cavense encarregada pel Papa Bonifaci IX la principal causa dels seus mals, eren ells mateixos per demanar al cardenal Carafa que inclogués, en els termes de qui anava a dur a terme per al pas de l'abadia a la Congregació de la Santa Justina, a més de la seva renúncia a la recomanació, també la supressió, a la seva mort, de la jurisdicció del bisbat de Cava.
Però la Universitat de la Ciutat de la Cava, que no li agradava la clàusula de la supressió del bisbat perquè es va considerar perjudicial per al prestigi del dret de l'urbs episcopalis cavensis, al desembre de 1503, es va rebel·lar contra els monjos.
El conflicte va esclatar quan l'abat Michele di Tarsia es va negar a reconèixer el compromís assumit amb anterioritat per l'abat Arsenio de fer erigir un nou bisbat cavense. El 6 de març de 1507, Dimecres de Cendra, la població dirigida per Fernando Castriota, de la família Longo i altres membres de la universitat, al·legant algunes qüestions de l'explotació de les pastures i boscos amb els benedictins, van assaltar el monestir i va començar a saquejar cel·les i les estances de l'abat. Els monjos es van refugiar al priorat de Sant’Angelo in Grotta a Nocera Inferiore, mentre que l'església de l'abadia va ser dotada de sacerdots diocesans.
Amb la mort del cardenal Oliviero Carafa, el 20 de gener 1511, la qüestió del nou bisbat va esdevenir actual i urgent. Infructuoses negociacions començaren sense èxit entre la universitat de La Cava i la Congregació de Santa Giustina.
La disputa es va resoldre quan el cardenal Lluís d'Aragó va demanar la intervenció del Papa Lleó X, de qui va ser partidari en el conclave de 4 de març de 1513. Leo X, que només feia tres dies des que s'havia instal·lat el tron papal, va donar la benvinguda a la sol·licitud dels cavesosi i la butlla Sincerae devotionis del 22 de març de 1513 va constituir la Cava en una diòcesi nova autònoma de l'abadia benedictina que també incloïa el territori de Sant'Arsenio.
Amb la mateixa butlla, el Papa Lleó X traslladà el cardenal Lluís d'Aragó des de la seu de Capaccio a la cavense, acabada de formar.
Des 1520 la diòcesi de la Cava venera com a patró el bisbe Sant Adiutore. Segons els bollandistes, aquest va ser un dels bisbes africans que, arran de la invasió del nord d'Àfrica pels vàndals, es van refugiar a Campània. Segons la tradició, Adiutore exercia el seu apostolat d'evangelització a la vall de Cava.
Després del concordat entre la Santa Seu i el Regne de les Dues Sicílies del 27 de juny de 1818 amb la butlla De utiliori del Papa Pius VII, la diòcesi de Cava va ser unida aeque principaliter a la diòcesi de Sarno. Amb la mateixa butlla, es va suprimir la diòcesi de Nocera de 'Pagani i el seu territori es va unir amb el de Cava, fins que el 1833 va ser restaurada la diòcesi nocerina.

### Amalfi-Cava de' Tirreni
El 25 de setembre de 1972 va posar fi a la unió aeque principaliter les diòcesis de Cava de 'Tirreni i Sarno. Alhora, el bisbe de Cava, Alfredo Vozzi, també va ser nomenat Arquebisbe d'Amalfi, unint així in persona episcopi les dues seus.
El 13 d'abril de 1979 Amalfi, conservant el títol d'arquebisbe, va esdevenir part de la província eclesiàstica de l'arxidiòcesi de Salern.
El 30 de setembre de 1986 sota el decret Instantibus votis de la Congregació per als Bisbes, les dues seus d'Amalfi i Cava es van unir amb la fórmula de plena unione i la nova circumscripció eclesiàstica assumí el nom d'arxidiòcesi d'Amalfi-Cava de 'Tirreni .
En virtut d'un decret de la Congregació per als Bisbes del 20 d'agost de 2012, l'arxidiòcesi adquirí les parròquies pertanyents l'abadia territorial de la Santissima Trinità di Cava de' Tirreni, el territori es redueix de forma simultània al d'una abadia.

## Cronologia episcopal

### Seu d'Amalfi
- San Primenio o Pigmenio † (citat el 596)
- Pietro I † (inicis del'829 - vers 839 o 840 mort)
- Leone I † (vers 840 - vers 847 mort)
- Pietro II † (848 - 855)
- San Buono † (859 - ?)
- Sergio † (872 - 893)
- Orso † (897 - 920 mort)
- Giacinto o Giaquinto † (citat el 925)
- Costantino † (inicis de 949 - 960 mort)
- San Mastalo † (960 - vers 987 mort)
- Leone Orso Comite † (989 - 1029)
- Leone II † (1029 - 25 d'abril de 1039 mort)
- Lorenzo, O.S.B. † (1040 - 1049 o 1050 mort)
- Pietro Alferio † (1050 - vers 1070 mort)
- Giovanni † (1070 - vers 1082 mort)
- Sergio Donnamira † (vers 1082 - vers 1102 mort)
- Mauro De Monte † (1103 - 1128 renuncià)
  - Sede vacante (1128-1142)
- Giovanni II † (1142 - 1166 mort)
- Giovanni III di San Paolo † (1166 - d'agost de 1167 mort)
- Roboaldo † (1168 - 28 de juny de 1174 mort)
- Dionisio † (22 d'octubre de 1174 - finals de març de 1202)
- Matteo Capuano † (1202 - 1215 mort)
- Giovanni Capuano † (1215 - 1239 mort)
  - Sede vacante (1239-1254)
- Bartolomeo Pignatelli † (de març de 1254 - 4 de novembre de 1254 nomenat arquebisbe de Cosenza)
- Gualtiero † (23 d'octubre de 1254 - 1259 mort)
- Filippo Augustariccio † (inicis de 1266 - 1292 o 1293 mort)
- Andrea D'Alagno (De Alaneo) † (29 de març de 1295 - vers 1330 mort)
- Landolfo Caracciolo, O.F.M. † (20 de setembre de 1331 - 1351 vers)
- Pietro Capuano † (20 de maig de 1351 - 1361 ? mort)
- Marino Del Giudice † (16 d'abril de 1361 - 18 de maig de 1373 nomenat bisbe de Cassano)
- Giovanni Acquaviva † (20 desembre de 1374 - 24 de novembre de 1378 nomenat antiarquebisbe de Salern)
  - Bertrando Mormille † (7 de febrer de 1379 - ? mort) (antiarquebisbe)
  - Niccolò di Sora, O.F.M. † (27 de novembre de 1385 - ?) (antiarquebisbe)
- Sergio Grisone † (1379 - 1392 mort)
- Paolo Sorrentino † (3 d'octubre de 1393 - 1401 mort)
- Bertrando D'Alagno (De Alaneo) † (14 d'abril de 1401 - 18 de juny de 1408 mort)
- Roberto Brancia † (5 de setembre de 1409 - 18 de juny de 1423 mort)
- Andrea De Palearia † (28 de juny de 1424 - 26 de juliol de 1449 mort)
- Antonio Carleno, O.P. † (11 d'agost de 1449 - 23 de març de 1460 mort)
- Nicola Mirabello † (26 d'abril de 1460 - 15 d'abril de 1472 mort)
- Antonio da Napoli, O.P. ? † (1472 - 1475)
- Giovanni Nicolini † (2 d'octubre de 1475 - 1483 renuncià)
- Andrea De Cunto † (4 de febrer de 1484 - 27 desembre de 1503 mort)
- Tommaso Regolano † (19 de gener de 1504 - 1510 mort)
  - Robert Guibé † (1510 - 9 desembre de 1510 renuncià) (administrador apostòlic)
  - Giovanni De' Medici † (9 desembre de 1510 - 9 de març de 1513 elegit papa amb el nom de Lleó X) (administrador apostòlic)
- Antonio Balestrieri, O.Cist. † (15 de juny de 1513 - 1516 renuncià)
  - Lorenzo Pucci † (1516 - 1517 renuncià) (administrador apostòlic)
- Girolamo Planca † (17 de juny de 1517 - 15 de juny de 1519 nomenat bisbe de Gerace i Oppido Mamertina)
- Girolamo Vitelli (De' Glanderoni) † (6 de juny de 1519 - 21 d'octubre de 1530 nomenat bisbe de Massa Marittima)
- Ferdinando D'Anna † (21 d'octubre de 1530 - 13 de maig de 1541 nomenat bisbe de Bovino)
- Alfonso Oliva, O.E.S.A. † (13 de maig de 1541 - 24 d'octubre de 1544 mort)
- Francesco Sfondrati † (27 d'octubre de 1544 - 23 de març de 1547 nomenat bisbe de Capaccio)
  - Tiberio Crispo † (1 d'abril de 1547 - 17 de març de 1561 renuncià) (administrador apostòlic)
- Massimo De' Massimi † (17 de març de 1561 - 21 de juny de 1564 renuncià)
  - Tiberio Crispo † (21 de juny de 1564 - 7 de setembre de 1565 renuncià) (administrador apostòlic, per segon cop)
- Marco Antonio Bozzuto † (7 de setembre de 1565 - 1570 mort)
- Carlo Montigli † (20 de novembre de 1570 - 28 de març de 1576 nomenat bisbe de Viterbo)
- Giulio Rossino † (28 de març de 1576 - 1616 mort)
- Paolo Emilio Filonardi † (8 de febrer de 1616 - 24 d'abril de 1624 mort)
- Giacomo Teodolo † (7 d'abril de 1625 - 7 de juny de 1635 nomenat bisbe de Forlì)
- Matteo Granito † (17 de setembre de 1635 - de maig de 1638 mort)
- Angelo Pichi † (10 de novembre de 1638 - 23 de novembre de 1648 nomenat bisbe de San Miniato)
- Stefano Quaranta, C.R. † (11 d'octubre de 1649 - 30 de novembre de 1678 mort)
- Gaetano Miroballi, C.R. † (27 de novembre de 1679 - 8 de setembre de 1681 mort)
- Simplicio Caravita, O.S.B. † (25 de maig de 1682 - 1 de febrer de 1701 mort)
- Michele Bologna, C.R. † (14 de març de 1701 - 24 de febrer de 1731 mort)
- Pietro Agostino Scorza (Scortia) † (9 d'abril de 1731 - 17 de febrer de 1748 renuncià)
- Nicola Cioffi † (19 de febrer de 1748 - 31 de març de 1758 mort)
- Antonio Puoti † (21 de novembre de 1758 - 2 de novembre de 1792 mort)
  - Sede vacante (1792-1804)
- Silvestro Miccù, O.F.M. † (4 d'octubre de 1804 - 26 de febrer de 1830 mort)
- Mariano Bianco † (30 de setembre de 1831 - 22 de novembre de 1848 jubilat)
- Domenico Ventura † (20 d'abril de 1849 - 11 de febrer de 1862 mort)
  - Sede vacante (1862-1871)
- Francesco Maiorsini † (27 d'octubre de 1871 - 23 de novembre de 1893 mort)
- Enrico De Dominicis † (21 de maig de 1894 - 17 de juny de 1908 mort)
- Antonio Maria Bonito † (17 de juny de 1908 succeduto - 5 d'agost de 1910 renuncià)
- Angelo Maria Dolci † (27 de gener de 1911 - 13 de novembre de 1914 renuncià)
- Ercolano Marini † (2 de juny de 1915 - 27 d'octubre de 1945 jubilat)
- Luigi Martinelli † (18 de febrer de 1946 - 16 de juny de 1946 mort)
- Angelo Rossini † (10 de març de 1947 - 5 d'octubre de 1965 mort)
  - Sede vacante (1965-1972)
- Alfredo Vozzi † (25 de setembre de 1972 - 30 de gener de 1982 jubilat)
- Ferdinando Palatucci † (30 de gener de 1982 - 30 de setembre de 1986 nomenat arquebisbe d'Amalfi-Cava de' Tirreni)

### Seu de Cava
- Francesco de Aiello † (13 d'agost de 1394 - 30 desembre de 1407 nomenat bisbe de Todi)
- Francesco Mormile † (30 desembre de 1407 - 1419 mort)
- Sagace dei Conti (de Comitibus) † (13 de novembre de 1419 - 4 de febrer de 1426 nomenat bisbe de Carpentras)
- Angelotto Fosco † (22 de maig de 1426 - 12 de setembre de 1444 mort)[3]
  - Ludovico Scarampi † (13 de setembre de 1444 - 22 de març de 1465 mort) (administrador apostòlic)
  - Joan de Nàpols † (1465 - 17 d'octubre de 1485 mort) (administrador apostòlic)
  - Oliviero Carafa † (1485 - 20 de gener de 1511 mort) (administrador apostòlic)
  - Lluís d'Aragó † (22 de març de 1513[4] - 5 de maig de 1514 renuncià) (administrador apostòlic)
- Pietro Sanfelice † (5 de maig de 1514 - març de 1520 renuncià)
- Gian Tommaso Sanfelice † (14 de març de 1520 - 1550 renuncià)
- Tommaso Caselli, O.P. † (3 d'octubre de 1550 - 19 de març de 1571 mort)
- Cesare Alemagna † (2 de juny de 1572 - 28 de setembre de 1606 mort)
- Cesare Lippi, O.F.M.Conv. † (11 desembre de 1606 - 1622 mort)
- Matteo Granito † (26 d'octubre de 1622 - 17 de setembre de 1635 nomenat arquebisbe d'Amalfi)
- Girolamo Lanfranchi † (12 de gener de 1637 - 1659 mort)
- Luigi De Gennaro † (5 d'abril de 1660 - 1669 renuncià)
- Gaetano D'Afflitto, C.R. † (30 de juny de 1670 - d'abril de 1682 mort)
- Giovambattista Giberti † (15 de febrer de 1683 - 17 desembre de 1696 nomenat bisbe de Fano)
- Giuseppe Pignatelli, C.R. † (17 desembre de 1696 - 22 de març de 1703 mort)
- Marino Carmignano † (17 desembre de 1703 - desembre de 1729 mort)
- Domenico Maria De Liguori, C.R. † (8 de febrer de 1730 - de maig de 1751 mort)
- Niccolò Borgia † (5 de juliol de 1751 - 27 de març de 1765 nomenat bisbe de Aversa)
- Pietro Di Gennaro † (5 d'agost de 1765 - 17 de maig de 1778 renuncià)
- Michele Tafuri † (1 de juny de 1778 - 6 d'octubre de 1796 mort)
  - Sede vacante (1796-1816)
- Silvestro Granito † (1816 - 6 d'abril de 1818 nomenat bisbe de Cava e Sarno)

### Seu de Cava i Sarno
- Silvestro Granito † (6 d'abril de 1818 - 18 desembre de 1832 mort)
- Tommaso Bellacosa † (23 de juny de 1834 - 15 de setembre de 1843 renuncià)
- Salvatore Fertitta † (25 de gener de 1844 - 31 d'octubre de 1873 mort)
- Giuseppe Carrano † (15 de juny de 1874 - 3 desembre de 1890 mort)
- Giuseppe Izzo † (3 desembre de 1890 - 15 de gener de 1914 mort)
- Luigi Lavitrano † (25 de maig de 1914 - 16 de juliol de 1924 nomenat arquebisbe de Benevent)
  - Sede vacante (1924-1928)
- Pasquale Dell'Isola † (20 de setembre de 1928 - 14 de gener de 1938 mort)
- Francesco Marchesani † (30 de gener de 1939 - 22 d'abril de 1948 nomenat bisbe de Chiavari)
- Gennaro Fenizio † (21 de juliol de 1948 - 15 de novembre de 1952 mort)
- Alfredo Vozzi † (25 de setembre de 1953 - 25 de setembre de 1972 nomenat bisbe de Cava de' Tirreni)

### Seu de Cava de' Tirreni
- Alfredo Vozzi † (25 de setembre de 1972 - 30 de gener de 1982 jubilat)
- Ferdinando Palatucci † (30 de gener de 1982 - 30 de setembre de 1986 nomenat arquebisbe d'Amalfi-Cava de' Tirreni)

### Seu d'Amalfi-Cava de' Tirreni
- Ferdinando Palatucci † (30 de setembre de 1986 - 28 de juliol de 1990 jubilat)
- Beniamino Depalma, C.M. (7 desembre de 1990 - 15 de juliol de 1999 nomenat arquebisbe, a títol personal, de Nola)
- Orazio Soricelli, des del 3 de juny de 2000

## Estadístiques
A finals del 2012, la diòcesi tenia 102.100 batejats sobre una població de 102.800 persones, equivalent al 99,3% del total.
| any                                   | població | població | població | sacerdots | sacerdots       | sacerdots       | sacerdots             | diaques | religiosos | religiosos | parroquies |
| ------------------------------------- | -------- | -------- | -------- | --------- | --------------- | --------------- | --------------------- | ------- | ---------- | ---------- | ---------- |
| any                                   | batejats | total    | %        | total     | clergat secular | clergat regular | batejats por sacerdot | diaques | homes      | dones      |            |
| arxidiòcesi d'Amalfi                  |          |          |          |           |                 |                 |                       |         |            |            |            |
| 1959                                  | 41.000   | 41.000   | 100,0    | 91        | 69              | 22              | 450                   |         | 22         | 140        | 55         |
| 1970                                  | 43.861   | 43.880   | 100,0    | 84        | 60              | 24              | 522                   |         | 29         | 142        | 55         |
| 1980                                  | 41.380   | 41.704   | 99,2     | 68        | 50              | 18              | 608                   |         | 22         | 129        | 55         |
| arxidiòcesi d'Amalfi-Cava de' Tirreni |          |          |          |           |                 |                 |                       |         |            |            |            |
| 1990                                  | 97.200   | 100.150  | 97,1     | 103       | 61              | 42              | 943                   | 6       | 48         | 130        | 76         |
| 1999                                  | 102.700  | 103.351  | 99,4     | 108       | 66              | 42              | 950                   | 12      | 47         | 128        | 76         |
| 2000                                  | 102.700  | 103.351  | 99,4     | 106       | 64              | 42              | 968                   | 16      | 47         | 128        | 76         |
| 2001                                  | 102.700  | 103.351  | 99,4     | 94        | 65              | 29              | 1.092                 | 16      | 34         | 128        | 76         |
| 2002                                  | 102.700  | 103.351  | 99,4     | 94        | 65              | 29              | 1.092                 | 16      | 34         | 128        | 76         |
| 2003                                  | 102.700  | 103.351  | 99,4     | 92        | 63              | 29              | 1.116                 | 17      | 34         | 128        | 76         |
| 2004                                  | 102.700  | 103.351  | 99,4     | 89        | 60              | 29              | 1.153                 | 17      | 34         | 128        | 76         |
| 2006                                  | 102.700  | 103.351  | 99,4     | 82        | 55              | 27              | 1.252                 | 17      | 29         | 112        | 76         |
| 2012                                  | 102.100  | 102.800  | 99,3     | 89        | 62              | 27              | 1.147                 | 17      | 30         | 96         | 76         |

### Per la seu de Amalfi
- Vincenzo Taiani, La Diocesi di Amalfi. Brevi cenni storici e sviluppo demografico, Salern 1972. (italià)
- Giuseppe Cappelletti, Le Chiese d'Italia della loro origine sino ai nostri giorni, vol. XX, Venècia 1866, pp. 601–612 (italià)
- Pius Bonifacius Gams, Series episcoporum Ecclesiae Catholicae, Leipzig 1931, pp. 876–877 (llatí)
- Konrad Eubel, Hierarchia Catholica Medii Aevi, vol. 1 Arxivat 2019-07-09 a Wayback Machine., pp. 84–85; vol. 2 Arxivat 2018-10-04 a Wayback Machine., p. 86; vol. 3 Arxivat 2019-03-21 a Wayback Machine., pp. 105–106; vol. 4 Arxivat 2018-10-04 a Wayback Machine., p. 80(llatí)

### Per la seu de Cava
- Giuseppe Cappelletti, Le Chiese d'Italia della loro origine sino ai nostri giorni, vol. XXI, Venècia 1870, pp. 380–384 (italià)
- Pius Bonifacius Gams, Series episcoporum Ecclesiae Catholicae, Leipzig 1931, p. 875 (llatí)
- Konrad Eubel, Hierarchia Catholica Medii Aevi, vol. 1 Arxivat 2019-07-09 a Wayback Machine., p. 179; vol. 2 Arxivat 2018-10-04 a Wayback Machine., p. 124; vol. 3 Arxivat 2019-03-21 a Wayback Machine., p. 161; vol. 4 Arxivat 2018-10-04 a Wayback Machine., p. 144; vol. 5, p. 152; vol. 6, p. 158 (llatí)
- Butlla Salvatoris nostri, in Bullarum diplomatum et privilegiorum sanctorum Romanorum pontificum Taurinensis editio, Vol. IV, pp. 624–627 (llatí)
- Paul Guillaume, Essai historique sur l'abbaye de Cava, d'après des documents inédits, Abbaye des RR. Péres bénédictins, Cava dei Tirreni, 1877 (on line su Internet Archive) (francès)